# Scaphyglottis reflexa
Scaphyglottis reflexa är en orkidéart som beskrevs av John Lindley. Scaphyglottis reflexa ingår i släktet Scaphyglottis och familjen orkidéer. Inga underarter finns listade i Catalogue of Life.

## Bildgalleri

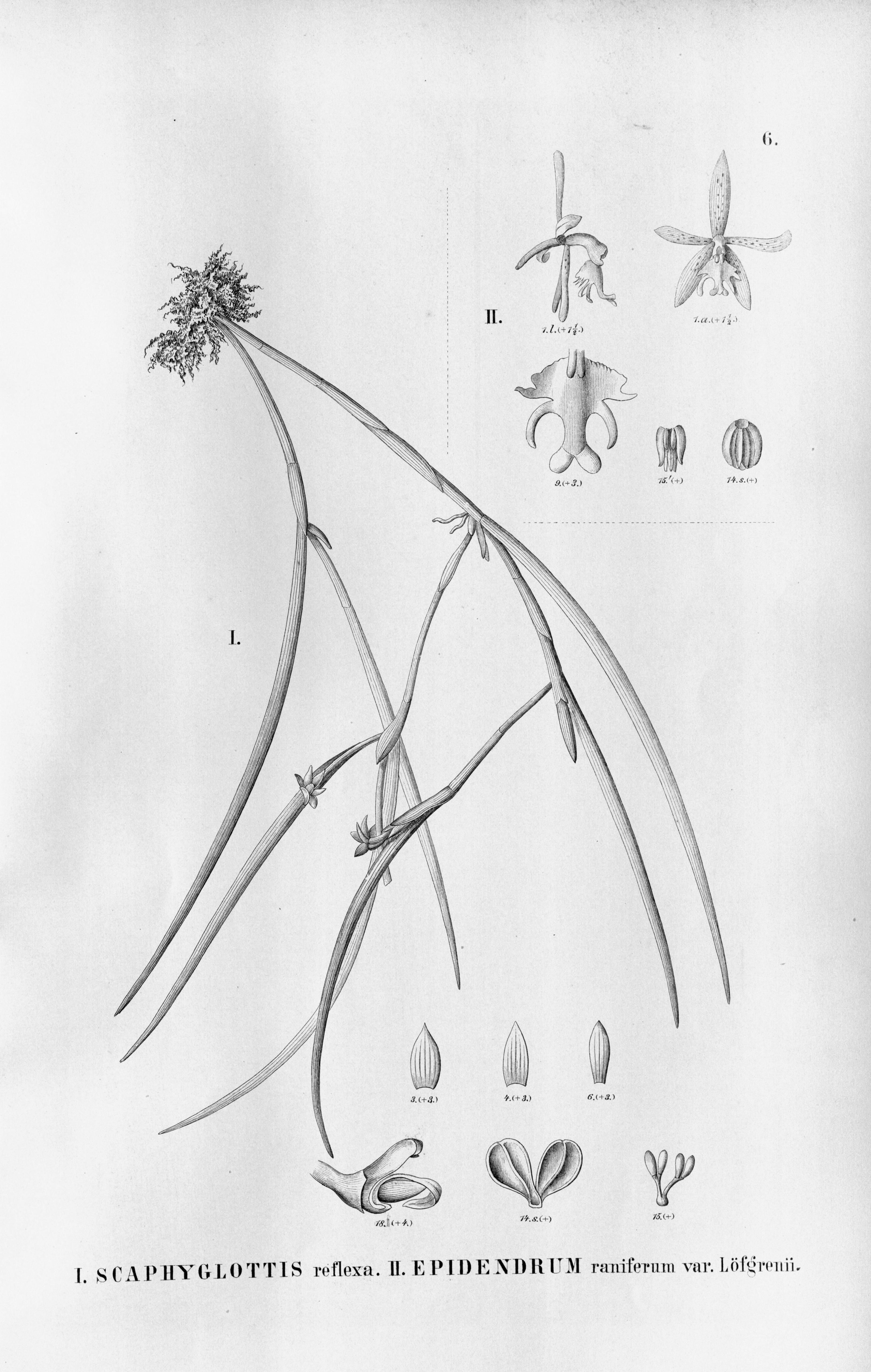